# Calathaemon
Calathaemon is een geslacht van kreeftachtigen uit de klasse van de Malacostraca (hogere kreeftachtigen).

## Soort
- Calathaemon holthuisi (Strenth, 1976)